# Heorhi Saldadze
Heorhi Saldadze –en georgiano, გიორგი სალდაძე; en ucraniano, Георгій Салдадзе– (Kutaisi, URSS, 21 de marzo de 1973) es un deportista ucraniano de origen georgiano que compitió en lucha grecorromana. Su hermano Davyd compitió en el mismo deporte.
Ganó dos medallas de bronce en el Campeonato Mundial de Lucha entre los años 1994 y 1995, y tres medallas en el Campeonato Europeo de Lucha entre los años 1994 y 1998.
Participó en dos Juegos Olímpicos de Verano, ocupando el séptimo lugar en Atlanta 1996 y el sexto lugar en Sídney 2000.

## Palmarés internacional
| Campeonato Mundial | Campeonato Mundial      | Campeonato Mundial | Campeonato Mundial |
| Año                | Lugar                   | Medalla            | Categoría          |
| ------------------ | ----------------------- | ------------------ | ------------------ |
| 1994               | Tampere (Finlandia)     | Medalla de bronce  | 100 kg             |
| 1995               | Praga (República Checa) | Medalla de bronce  | 100 kg             |
| Campeonato Europeo |                         |                    |                    |
| Año                | Lugar                   | Medalla            | Categoría          |
| 1994               | Atenas (Grecia)         | Medalla de bronce  | 100 kg             |
| 1995               | Besanzón (Francia)      | Medalla de plata   | 100 kg             |
| 1998               | Minsk (Bielorrusia)     | Medalla de plata   | 130 kg             |